# SAWO
SAWO A/S er en dansk leverandør af lasthåndteringsprodukter til transport- og entreprenørbranchen med 17 afdelinger i Danmark samt på Grønland og Færøerne. Virksomheden har hovedkvarter i Sørup ved Støvring, hvor den blev etableret af Flemming Christensen i 1957. SAWO har ca. 300 ansatte og omsætter for 486 mio. kroner (2024).
SAWO's produkter spænder bredt fra kraner, hejse, lad og andet til lasthåndtering. Virksomheden både producerer, importerer, forhandler, servicerer og reparerer lasthåndteringsprodukter.